# BLAG Linux and GNU
BLAG Linux and GNU је дистрибуција Гну Линукса на једном CD и обезбеђује графику, Интернет, звук, видео, канцеларијску употребну, као и Peer to Peer размену података. Заснована је на Fedora Core, Dag, Freshrpms итд. Потпуно је компатибилна са додацима за Федору.